# Hexatoma tuberculata
Hexatoma tuberculata är en tvåvingeart som beskrevs av Alexander 1936. Hexatoma tuberculata ingår i släktet Hexatoma och familjen småharkrankar. Inga underarter finns listade i Catalogue of Life.